# Grand Prix Itálie 1952
Grand Prix Itálie 1952 (oficiálně XXIII GRAN PREMIO D'ITALIA) se jela na okruhu Autodromo Nazionale Monza v Monze v Itálii dne 7. září 1952. Závod byl osmým a zároveň posledním v pořadí v sezóně 1952 šampionátu Formule 1.

## Kvalifikace
| Poř.   | No. | Jezdec                | Konstruktér           | Čas      | Ztráta |
| ------ | --- | --------------------- | --------------------- | -------- | ------ |
| 1      | 12  | Alberto Ascari        | Ferrari               | 2:05.7   | —      |
| 2      | 16  | Luigi Villoresi       | Ferrari               | 2:06.6   | +0.9   |
| 3      | 10  | Nino Farina           | Ferrari               | 2:07.0   | +1.3   |
| 4      | 4   | Maurice Trintignant   | Gordini               | 2:07.2   | +1.5   |
| 5      | 26  | José Froilán González | Maserati              | 2:07.6   | +1.9   |
| 6      | 14  | Piero Taruffi         | Ferrari               | 2:07.8   | +2.1   |
| 7      | 2   | Robert Manzon         | Gordini               | 2:08.2   | +2.5   |
| 8      | 8   | André Simon           | Ferrari               | 2:09.1   | +3.4   |
| 9      | 32  | Stirling Moss         | Connaught-Lea Francis | 2:09.8   | +4.1   |
| 10     | 34  | Élie Bayol            | OSCA                  | 2:10.6   | +4.9   |
| 11     | 6   | Jean Behra            | Gordini               | 2:10.8   | +5.1   |
| 12     | 42  | Mike Hawthorn         | Cooper-Bristol        | 2:11.2   | +5.5   |
| 13     | 22  | Felice Bonetto        | Maserati              | 2:11.6   | +5.9   |
| 14     | 18  | Rudi Fischer          | Ferrari               | 2:11.8   | +6.1   |
| 15     | 40  | Ken Wharton           | Cooper-Bristol        | 2:12.2   | +6.5   |
| 16     | 24  | Franco Rol            | Maserati              | 2:12.7   | +7.0   |
| 17     | 62  | Louis Rosier          | Ferrari               | 2:12.7   | +7.0   |
| 18     | 48  | Chico Landi           | Maserati              | 2:13.0   | +7.3   |
| 19     | 30  | Dennis Poore          | Connaught-Lea Francis | 2:14.0   | +8.3   |
| 20     | 36  | Eric Brandon          | Cooper-Bristol        | 2:14.0   | +8.3   |
| 21     | 38  | Alan Brown            | Cooper-Bristol        | 2:15.0   | +9.3   |
| 22     | 28  | Kenneth McAlpine      | Connaught-Lea Francis | 2:15.1   | +9.4   |
| 23     | 50  | Eitel Cantoni         | Maserati              | 2:15.9   | +10.2  |
| 24     | 46  | Gino Bianco           | Maserati              | 2:17.1   | +11.4  |
| DNQ    | 70  | Charles de Tornaco    | Ferrari               | 2:17.5   | +11.8  |
| DNQ    | 58  | Alberto Crespo        | Maserati-Platé        | 2:17.8   | +12.1  |
| DNQ    | 60  | Toulo de Graffenried  | Maserati-Platé        | 2:18.4   | +12.7  |
| DNQ    | 54  | Peter Collins         | HWM-Alta              | 2:18.6   | +12.9  |
| DNQ    | 68  | Peter Whitehead       | Ferrari               | 2:18.8   | +13.1  |
| DNQ    | 56  | Tony Gaze             | HWM-Alta              | 2:20.3   | +14.6  |
| DNQ    | 64  | Bill Aston            | Aston Butterworth     | 2:20.7   | +15.0  |
| DNQ    | 52  | Lance Macklin         | HWM-Alta              | 2:21.0   | +15.3  |
| DNQ    | 20  | Hans Stuck            | Ferrari               | 2:22.8   | +17.1  |
| DNQ    | 44  | Piero Dusio           | Cisitalia-BPM         | Bez času | —      |
| DNQ    | 66  | Johnny Claes          | Simca-Gordini-Gordini | Bez času | —      |
| Zdroj: |     |                       |                       |          |        |

## Závod
| Poř.   | No. | Jezdec                | Konstruktér           | Počet kol | Čas/Odstoupení | Pořadí na startu | Body |
| ------ | --- | --------------------- | --------------------- | --------- | -------------- | ---------------- | ---- |
| 1      | 12  | Alberto Ascari        | Ferrari               | 80        | 2:50:45.6      | 1                | 8,5  |
| 2      | 26  | José Froilán González | Maserati              | 80        | +1:01.8        | 5                | 6.5  |
| 3      | 16  | Luigi Villoresi       | Ferrari               | 80        | +2:04.2        | 2                | 4    |
| 4      | 10  | Nino Farina           | Ferrari               | 80        | +2:11.4        | 3                | 3    |
| 5      | 22  | Felice Bonetto        | Maserati              | 79        | +1 kolo        | 13               | 2    |
| 6      | 8   | André Simon           | Ferrari               | 79        | +1 kolo        | 8                |      |
| 7      | 14  | Piero Taruffi         | Ferrari               | 77        | +3 kola        | 6                |      |
| 8      | 48  | Chico Landi           | Maserati              | 76        | +4 kola        | 18               |      |
| 9      | 40  | Ken Wharton           | Cooper-Bristol        | 76        | +4 kola        | 15               |      |
| 10     | 62  | Louis Rosier          | Ferrari               | 75        | +5 kol         | 17               |      |
| 11     | 50  | Eitel Cantoni         | Maserati              | 75        | +5 kol         | 23               |      |
| 12     | 30  | Dennis Poore          | Connaught-Lea Francis | 74        | +6 kol         | 19               |      |
| 13     | 36  | Eric Brandon          | Cooper-Bristol        | 73        | +7 kol         | 20               |      |
| 14     | 2   | Robert Manzon         | Gordini               | 71        | +9 kol         | 7                |      |
| 15     | 38  | Alan Brown            | Cooper-Bristol        | 68        | +12 kol        | 21               |      |
| Ret    | 32  | Stirling Moss         | Connaught-Lea Francis | 60        | Zavěšení       | 9                |      |
| Ret    | 46  | Gino Bianco           | Maserati              | 46        | Motor          | 24               |      |
| Ret    | 6   | Jean Behra            | Gordini               | 42        | Motor          | 11               |      |
| NC     | 42  | Mike Hawthorn         | Cooper-Bristol        | 38        | Neklasifikován | 12               |      |
| Ret    | 24  | Franco Rol            | Maserati              | 24        | Motor          | 16               |      |
| Ret    | 4   | Maurice Trintignant   | Gordini               | 5         | Motor          | 4                |      |
| Ret    | 28  | Kenneth McAlpine      | Connaught-Lea Francis | 4         | Zavěšení       | 22               |      |
| Ret    | 18  | Rudi Fischer          | Ferrari               | 3         | Motor          | 14               |      |
| Ret    | 34  | Élie Bayol            | OSCA                  | 0         | Převodovka     | 10               |      |
| DNQ    | 70  | Charles de Tornaco    | Ferrari               |           | Nekvalifikován | —                |      |
| DNQ    | 58  | Alberto Crespo        | Maserati-Platé        |           | Nekvalifikován | —                |      |
| DNQ    | 60  | Toulo de Graffenried  | Maserati-Platé        |           | Nekvalifikován | —                |      |
| DNQ    | 54  | Peter Collins         | HWM-Alta              |           | Nekvalifikován | —                |      |
| DNQ    | 68  | Peter Whitehead       | Ferrari               |           | Nekvalifikován | —                |      |
| DNQ    | 56  | Tony Gaze             | HWM-Alta              |           | Nekvalifikován | —                |      |
| DNQ    | 64  | Bill Aston            | Aston Butterworth     |           | Nekvalifikován | —                |      |
| DNQ    | 52  | Lance Macklin         | HWM-Alta              |           | Nekvalifikován | —                |      |
| DNQ    | 20  | Hans Stuck            | Ferrari               |           | Nekvalifikován | —                |      |
| DNQ    | 44  | Piero Dusio           | Cisitalia-BPM         |           | Nekvalifikován | —                |      |
| DNQ    | 66  | Johnny Claes          | Simca-Gordini-Gordini |           | Nekvalifikován | —                |      |
| Zdroj: |     |                       |                       |           |                |                  |      |

Poznámky
1. 1 2  Alberto Ascari a José Froilán González získali půl bodu za zajetí nejrychlejšího kola.

## Konečné pořadí po závodě
Pohár jezdců
|  | Pořadí | Jezdec         | Body      |
|  | ------ | -------------- | --------- |
|  | 1      | Alberto Ascari | 36 (53,5) |
|  | 2      | Nino Farina    | 24 (27)   |
|  | 3      | Piero Taruffi  | 22        |
|  | 4      | Rudi Fischer   | 10        |
|  | 5      | Mike Hawthorn  | 10        |